# WrestleMania 36
WrestleMania 36 a fost a treizecișișasea editie a WrestleMania, un eveniment pay-per-view de wrestling profesionist, produs de WWE. A avut loc pe 25 și 26 martie 2020, dar a fost emis pe 4 și 5 aprilie de pe WWE Performance Center în Orlando, Florida. Melodia oficială a evenimentului a fost "Blinding Lights" interpretată de The Weeknd.
Inițial, a fost programat să aibă loc abia pe 5 aprilie 2020 pe Raymond James Stadium din Tampa, Florida și să fie transmis în direct, dar datorită pandemiei globale de coronavirus 2019-2020, pe care Statele Unite le-a suferit cu rigoare, având peste 100.000 de bolnavi și peste 2.000 de morți din cauza bolii; WWE a anunțat că intenționează să împartă Wrestlemania 36 în 2 nopți, mutând primul eveniment pe WWE Performance Center din Orlando, Florida (unde toate programările WWE au avut loc de la începutul pandemiei fără audiență), iar al doilea într-un loc neanunțat, ambele fără spectatori, făcându-l să fie primul WrestleMania care va fi difuzat în două nopți și primul care va avea loc fără o audiență prezentă în arenă.

## Storyline-uri
Simțind că nimeni nu merită ocazia să-l provoace la Royal Rumble sau WrestleMania, Campionul WWE Brock Lesnar, a decis să participe în meciul masculin Royal Rumble ca participant numărul unu. Lesnar a dominat prima jumătate a meciului, eliminând 13 superstaruri, până când a fost eliminat de Drew McIntyre, care în cele din urmă va câștiga meciul, câștigând astfel un meci pentru un campionat mondial la alegere la WrestleMania. În seara următoare la Raw, McIntyre a anunțat că îl va contesta pe Lesnar pentru Campionat la WrestleMania. La Super ShowDown, Lesnar și-a păstrat titlul împotriva lui Ricochet, și a rămas campionul apărător împotriva lui McIntyre la WrestleMania.
După ce a câștigat Campionatul Universal WWE la Super ShowDown învingând-ul pe "The Fiend" Bray Wyatt, membrul Hall of Fame din WWE, Goldberg, a apărut în episodul următor de SmackDown și a emis o provocare deschisă. Roman Reigns l-a întrerupt și s-a confruntat cu el înainte de a accepta provocarea. Meciul a fost programat pentru WrestleMania.
La Royal Rumble, Charlotte Flair de la Raw a câștigat meciul Royal Rumble feminin pentru a câștiga un meci pentru un campionat la alegere la WrestleMania. În episodul de Raw din 3 februarie, Flair a spus că a învins campioanele femeilor din Raw și SmackDown și că a deținut acele titluri de mai multe ori. A fost apoi întreruptă de Rhea Ripley, campioana feminină din NXT, un titlu pe care Flair l-a avut o singură dată în 2014. Ripley a spus că Flair ar trebui să o provoace, întrucât Flair nu numai că nu bătut-o niciodată, Ripley a învins-o pe Flair. Flair a apărut în episodul de NXT din acea săptămână pentru a face față provocării, deși nu a primit un răspuns. A întrerupt-o pe Bianca Belair, adversara lui Ripley la NXT TakeOver: Portland și, de asemenea, una dintre femeile pe care Flair le-a eliminat în meciul Royal Rumble, înainte de a ieși Ripley. După ce Flair a jignit-o pe Belair, atât Ripley cât și Belair au atacat-o pe Flair. După meciul lui Ripley la următorul Raw, a spus că dorește un răspuns din partea lui Flair. După ce Ripley și-a păstrat titlul la NXT TakeOver: Portland, a fost atacată de Flair, care a acceptat provocarea pentru un meci la WrestleMania, marcând astfel prima dată când câștigătorul unui meci Royal Rumble decide să aleagă un Campionat NXT pentru o luptă la WrestleMania, fiind primul campionat NXT care va fi apărat la marele eveniment.
John Cena, care a apărut ultima dată la Raw Reunion în iulie 2019, s-a întors în timpul episodului de SmackDown din 28 februarie 2020 pentru a aborda rolul său la WrestleMania. Cena a spus că nu va apărea la eveniment, deoarece un loc la WrestleMania trebuia câștigat. Când Cena și-a luat la revedere publicului de pe scenă, luminile s-au stins. Când s-au aprins, "The Fiend" Bray Wyatt a apărut în spatele Cenei. Wyatt a indicat apoi semnul WrestleMania, semnalând o provocare către Cena, care pur și simplu a dat din cap în acceptare. Un meci între cei doi a fost apoi programat pentru eveniment, care ar fi o revanșare pentru Wyatt după înfrângerea de la WrestleMania XXX în 2014.
La Survivor Series, campioana feminină NXT de atunci,Shayna Baszler a câștigat meciul de supremație împotriva campioanelor din Raw și SmackDown. După meci, campioana feminină din Raw, Becky Lynch, a atacat-o pe Baszler și a trecut-o printr-un tabel de anunțuri. După ce a pierdut campionatul feminin NXT, Baszler a apărut la Royal Rumble ca ultim participant al meciului Royal Rumble feminin, dar a fost eliminată de eventuala câștigătoare Charlotte Flair. În urma apărării titlului a lui Lynch în episodul de Raw din 10 februarie, Baszler a atacat-o și a mușcat-o pe spatele gâtului. La Elimination Chamber, Baszler a participat în Elimination Chamber match, unde și-a eliminat toate adversarele pentru a câștiga meciul și câștigând astfel un meci împotriva lui Lynch la WrestleMania.
La Super ShowDown, AJ Styles a participat într-un Gauntlet match pentru Trofeul Tuwaiq. Ultimul participant, Rey Mysterio, a fost înconjurat în culise de colegii săi din The O.C., Luke Gallows și Karl Anderson, îndemnându-l pe Styles să se declare câștigător în mod implicit. Cu toate acestea, The Undertaker a revenit prin surprindere, luând locul lui Mysterio și l-a învins Styles pentru a câștiga meciul și trofeul. La următorul Raw, un Styles dezgustat l-a batjocorit pe The Undertaker pentru decizia sa de-a continua să lupte și a emis un avertisment împotriva sa. The Undertaker a apărut apoi la Elimination Chamber și l-a costat pe Styles meciul său. În seara următoare la Raw, Styles l-a incitat pe Undertaker după ce a pronunțat-o pe soția sa Michelle McCool, acuzând-o că este motivul pentru care Undertaker luptă în continuare. Styles l-a provocat pe The Undertaker la un meci la WrestleMania. Săptămâna următoare a fost semnat un contract pentru a face oficial meciul.
După ce a fost forțat să se retragă în 2011 din cauza unei leziuni grave la gât, Edge a revenit la Royal Rumble în timpul meciului masculin, unde a avut o scurtă întâlnire cu Randy Orton, coechipierul său de la Rated-RKO; Edge l-a eliminat pe Orton după ce a văzut intențiile fostului său partener. La următorul Raw, Edge a explicat că, după o a doua intervenție chirurgicală la gât și multă determinare, a putut să se întoarcă în ring și s-ar putea retrage după propriile condiții. Orton l-a salutat apoi pe Edge și a sugerat reformarea grupării Rated-RKO, doar pentru a efectua imediat un „RKO” lui Edge. După ce i-a atacat gâtul cu un scaun, Orton a lovit capul lui Edge între două scaune într-o manevră cunoscută sub numele de „Con-chair-to”, pe care Edge o făcuse celebră. Soția lui Edge și, de asemenea, luptătoare, Beth Phoenix. a apărut în episodul de Raw din 2 martie pentru a da o actualizare medicală a lui Edge. Orton a întrerupt-o și a spus că l-a atacat pe Edge pentru a-l ține acasă, astfel încât să poată continua să fie soț și tată. Atunci a dat vina pe Phoenix pentru atac, afirmând că i-a permis lui Edge să se întoarcă în ring. Phoenix l-a pălmuit pe Orton, care la rândul său i-a aplicat un "RKO." Edge și-a făcut întoarcerea săptămâna următoare. Orton a încercat să-l atace Edge, dar Edge i-a aplicat un "RKO" lui Orton. După ce Orton s-a retras, Edge i-a făcut un „Con-chair-to” lui MVP ca un avertisment pentru Orton. Edge l-a provocat apoi pe Orton la un meci de tip "Last Man Standing" la WrestleMania, care a fost făcut oficial.
Roman Reigns trebuia să se confrunte cu Goldberg pentru Campionatul Universal WWE, dar datorită sănătății sale fragile din cauza unei leucemii diagnosticate în 2008, supus tratamentului medical pentru a o opri în 2018, a decis cu permisiunea WWE să nu călătorească la Orlando pentru înregistrările de la Wrestlemania 36, deoarece sistemul său imunitar ar fi compromis crescând riscul de a contracta virusul care provoacă COVID-19. Este de așteptat să vedem cine va fi înlocuitorul său pentru evenimentul menționat.

## Meciuri programate

### Ziua 1: 4 aprilie
- Kick-Off: Cesaro l-a învins pe Drew Gulak (4:25)
  - Cesaro l-a numărat pe Gulak după un «Air Spin».
- Alexa Bliss și Nikki Cross le-au învins pe The Kabuki Warriors (Asuka și Kairi Sane) (c) câștigând campionatele WWE Women's Tag Team Championship (15:05)
  - Bliss a numărat-o pe Sane după un «Twisted Bliss».
- Elias l-a învins pe King Corbin (9:00)
  - Elias l-a numărat pe Corbin cu un «Roll-Up».
- Becky Lynch (c) a învins-o pe Shayna Baszler pentru campionatul WWE Raw Women's Championship (8:30)
  - Lynch a numărat-o pe Baszler cu un «Roll-Up».
- Sami Zayn (c) (însoțit de Cesaro și Shinsuke Nakamura) l-a învins pe Daniel Bryan (însoțit de Drew Gulak) păstrându-și campionatul WWE Intercontinental Championship (9:20)
  - Zayn l-a numărat pe Bryan după un «Helluva Kick».
  - În timpul meciului, Cesaro și Nakamura au intervenit în favoarea lui Zayn.
- John Morrison (c) i-a învins pe Kofi Kingston și Jimmy Uso într-un Triple Threat Ladder match pentru campionatele WWE SmackDown Tag Team Championship (18:30)
  - Morrison a câștigat după ce a desfăcut centurile.
  - Meciul a devenit un Triple Threat după ce The Miz nu a putut să apară în eveniment, iar Kofi și Jimmy Uso au luptat reprezentând The New Day și The Usos, respectiv.
- Kevin Owens l-a învins pe Seth Rollins prin descalificare (10:00)
  - Owens a câștigat lupta după ce Rollins l-a lovit cu clopotul.
- Kevin Owens l-a învins pe Seth Rollins într-un No Disqualication Match (7:20).
  - Owens l-a numărat pe Rollins după un «Stunner».
  - Inițial, meciul a terminat prin descalificare, dar Owens a cerut ca meciul să înceapă din nou, de data aceasta fără descalificări.
- Braun Strowman l-a învins pe Goldberg (c) câștigând campionatul WWE Universal Championship (2:10)
  - Strowman l-a numărat pe Goldberg după patru «Running Powerslam».
  - Roman Reigns era adversarul original a lui Goldberg.
- The Undertaker l-a învins pe AJ Styles într-un Boneyard match (19:00)
  - Undertaker a câștigat după ce l-a îngropat pe Styles.
  - Undertaker a apărut cu personajul său de "The American Bad Ass".

### Ziua 2: 5 aprilie
- Kick-Off: Liv Morgan a învins-o pe Natalya (6:25)
  - Morgan a numărat-o pe Natalya cu un «Roll-Up».
- Charlotte Flair a învins-o pe Rhea Ripley (c) câștigând campionatul NXT Women's Championship (20:30)
  - Flair a făcut-o pe Ripley să cedeze cu un «Figure-Eight Leglock».
- Aleister Black l-a învins pe Bobby Lashley (însoțit de Lana) (7:20)
  - Black l-a numărat pe Lashley după un «Black Mass».
- Otis l-a învins pe Dolph Ziggler (însoțit de Sonya Deville) (8:15)
  - Otis l-a numărat pe Ziggler după un «The Worm».
  - În timpul luptei, Deville a intervenit în favoarea lui Ziggler, iar Mandy Rose a apărut în apărarea lui Otis.
- Edge l-a învins pe Randy Orton într-un Last Man Standing Match (36:35)
  - Edge a câștigat după ce Orton a fost numărat până la 10 după Edge l-a lovit cu scaunul.
- The Street Profits (Angelo Dawkins și Montez Ford) (c) i-au învins pe Austin Theory și Angel Garza (însoțit de Zelina Vega) păstrându-și campionatele WWE Raw Tag Team Championship (6:20)
  - Dawkins l-a numărat pe Theory după un «Frog Splash» a lui Ford.
  - Andrade trebuia să fie partenerul original a lui Garza.
- Bayley (c) le-a învins pe Lacey Evans, Naomi, Sasha Banks și Tamina într-un Fatal 5-Way Elimination match păstrându-și campionatul WWE SmackDown Women's Championship (19:20)
  - Bayley a eliminat-o pe Evans după un «Backstabber» a lui Banks urmat de un «Rose Plant».
- "The Fiend" Bray Wyatt l-a învins pe John Cena într-un Firefly Fun House match (13:00)
  - Wyatt l-a numărat pe Cena după un «Sister Abigail» urmat de un «Mandible Claw».
- Drew McIntyre l-a învins pe Brock Lesnar (c) (însoțit de Paul Heyman) câștigând campionatul WWE Championship (4:35)
  - McIntyre l-a numărat pe Lesnar după trei «Claymore».